# Valentin Zhelev
Valentin Dimitrov Zhelev –en búlgaro, Валентин Димитров Желев– (Yambol, 18 de septiembre de 1969) es un deportista búlgaro que compitió en lucha libre. Ganó tres medallas en el Campeonato Europeo de Lucha entre los años 1989 y 1992.

## Palmarés internacional
| Campeonato Europeo | Campeonato Europeo | Campeonato Europeo | Campeonato Europeo |
| Año                | Lugar              | Medalla            | Categoría          |
| ------------------ | ------------------ | ------------------ | ------------------ |
| 1989               | Ankara (Turquía)   | Medalla de plata   | 74 kg              |
| 1990               | Poznań (Polonia)   | Medalla de bronce  | 74 kg              |
| 1992               | Kaposvár (Hungría) | Medalla de plata   | 74 kg              |